# Osa (półwysep)
Osa (hiszp. Península de Osa) – półwysep położony w południowej części Kostaryki w prowincji Puntarenas między Oceanem Spokojnym (od zachodu) i zatoką Golfo Dulce (od wschodu) o długości około 56 km i szerokości 32 km. Największe miasto na półwyspie to Puerto Jimenez, posiadające port lotniczy Puerto Jimenez.
Półwysep mimo swojej stosunkowo niewielkiej powierzchni jest domem dla połowy wszystkich gatunków Kostaryki, co stanowi 2,5% różnorodności biologicznej całej planety. Na półwyspie występuje ponad 700 gatunków drzew (w tym największe w Ameryce Środkowej – puchowiec pięciopręcikowy o wysokości sięgającej 77 metrów), 117 gatunków gadów i płazów, ponad 400 gatunków ptaków i ponad 140 gatunków ssaków.
Ponad połowa lasów deszczowych i bagien półwyspu jest chroniona przez Park Narodowy Corcovado i liczne rezerwaty.
W latach 30. XX wieku odkryto na półwyspie złoża złota, które były motorem napędowym dla lokalnej gospodarki przez kolejne dekady. Wydobycie tego kruszcu miało jednak negatywny wpływ na środowisko naturalne, w efekcie w 1986 zakazano eksploatacji na terenie Parku Narodowego Corcovado.